# جام قهرمانی
جام قهرمانی، کاپ قهرمانی یا تروفی (به انگلیسی: Trophy) جسمی تزیینی ساخته شده از فلز، شیشه، یا سرامیک یا مواد مقاوم دیگر است که به عنوان یادبودی از یک دستاورد مهم یا پیروزی یک شخص یا یک تیم در رویدادی خاص به آنها اهدا می‌شود.
در بسیاری از ورزش‌ها در کنار مدال، جام قهرمانی نیز به قهرمان آن رشته اهدا می‌شود.

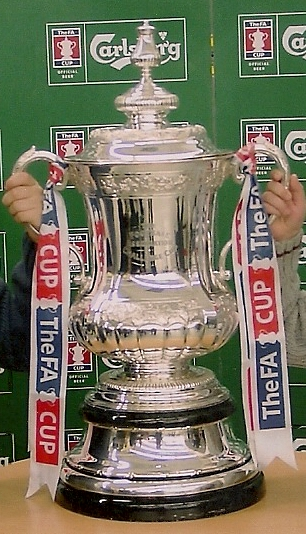
جام حذفی فوتبال انگلستان-این جام از سال ۱۹۹۲ به تیم قهرمان هر دوره سپرده می‌شود و کاملاً مشابه جام قبلی که از ۱۹۱۱ مورد استفاده بود ساخته شده‌است.

جام‌های قهرمانی معمولان از جنس مواد باکیفیت و گرانقیمت ساخته می‌شوند که دوام طولانی داشته باشند. برای مثال جام قهرمانی مسابقات جهانی فوتبال از طلا و سنگ‌های قیمتی ساخته می‌شود.

## ابهام‌زدایی لغوی
- اهدای جام قهرمانی معمولاً در مسابقات ورزشی مرسوم است و در زبان فارسی به نشان افتخار در حوزه‌هایی غیر از ورزش، مثلاً در هنر یا صنعت، اسامی دیگری از جمله "تندیس" اطلاق شده است.
- همچنین در زبان فارسی، هم به رقابت‌هایی که به دریافت کاپ قهرمانی منجر می‌شود و هم به خود جسم فیزیکی کاپ قهرمانی "جام" اطلاق می‌شود.